# Chone Figgins
Desmond DeChone Figgins (né le 22 janvier 1978 à Leary en Géorgie, États-Unis) est un ancien joueur de troisième but de la Ligue majeure de baseball.
Vainqueur de la Série mondiale 2002 avec les Angels d'Anaheim, il compte une sélection au match des étoiles, en 2009.

## Carrière

### Débuts
Chone Figgins est drafté par les Rockies du Colorado le 3 juin 1997 au 4e tour. Encore joueur de Ligues mineures, il est échangé aux Angels d'Anaheim le 13 juillet 2001 contre Kimera Bartee.

### Angels de Los Angeles d'Anaheim

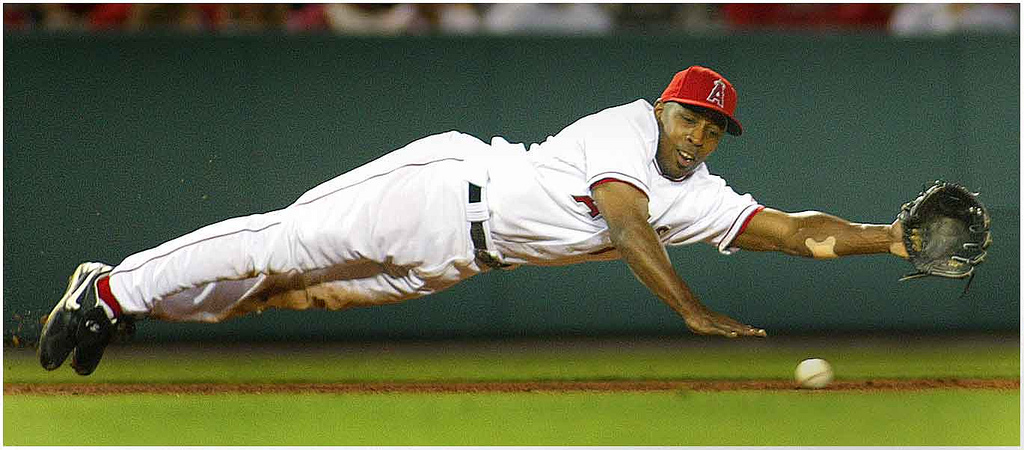
Figgins avec les Angels.

Figgins débute en Ligue majeure le 25 août 2002 et participe à 6 matchs des séries éliminatoires, remportant le titre mondial avec les Angels.
Il prolonge son contrat chez les Angels le 14 janvier 2006 en s'egageant pour trois saisons supplémentaires contre 10 millions de dollars.
Outre sa solide moyenne au bâton (0,290), le point fort du jeu de Figgins est sa capacité à voler les bases. Il est le meilleur dans cette spécialité en 2005 en Ligue américaine avec 62 buts volés cette saison-là.
Entre 2006 et 2009, il connaît des saisons successives de 52, 41, 34 et 42 buts volés pour les Angels.
En 2007, il présente l'une des meilleures moyennes au bâton (, 330) des majeures.
En 2009, il domine la Ligue américaine avec 101 buts-sur-balles soutirés.

### Mariners de Seattle
Le 8 décembre 2009, Chone Figgins signe un contrat de 36 millions de dollars pour 4 ans et une année d'option avec les Mariners de Seattle, rivaux des Angels dans la division Ouest de la Ligue américaine. Il est une amère déception pour Seattle à ses deux trois années là-bas.
Les Mariners connaissent en 2010 une saison décevante et Figgins fait partie des joueurs pointés du doigt pour ses performances en offensive et sa nonchalance sur le terrain. Le 23 juin, dans un match contre Boston, il est cloué au banc par son manager Don Wakamatsu après avoir regardé passer sans réagir un relais du champ extérieur lui étant destiné, laissant Mike Cameron des Red Sox étirer un double en triple. Figgins et Wakamatsu en viennent aux coups dans l'abri des joueurs.
Figgins dispute 161 des 162 parties des Mariners en 2010 mais ne fait marquer que 35 points. Il est utilisé comme joueur de deuxième but dans chacun de ces matchs.
Figgins retrouve la position de deuxième but en 2011 mais ses piètres performances offensives amènent les Mariners à le remplacer par Adam Kennedy. Il ne joue au total que 81 parties, soit la moitié des matchs de son équipe, et affiche une moyenne au bâton sous la ligne de Mendoza, soit seulement, 188. Il ne produit que 15 points.
Figgins complète son décevant séjour chez les Mariners en 2012 avec une triste moyenne au bâton de, 181 en seulement 66 parties jouées. Il est libéré par les Mariners le 28 novembre suivant.

### Marlins de Miami
Figgins est engagé sur un contrat des ligues mineures par les Marlins de Miami le 8 février 2013. Le joueur de 35 ans est libéré le 20 mars, quelques jours avant le début de la saison.

### Dodgers de Los Angeles
Figgins signe un contrat des ligues mineures avec les Dodgers de Los Angeles le 24 janvier 2014. Il joue son premier match avec les Dodgers le 23 mars 2014.